# Mary Lindell
Ghita Mary Lindell (Sutton, 11 september 1895 - Parijs, 8 januari 1987), ook bekend als gravin van Milleville, gravin van Moncy en Marie-Claire, was een controversiële persoon uit de Tweede Wereldoorlog. Voor sommigen was zij een verzetsstrijder - haar geschiedenis wordt verteld in talrijke films en documentaires; voor anderen was zij een bedriegster of een dubbelagent in dienst van de nazi's.

## Biografie
Lindell kwam uit een rijke familie in Surrey, Engeland. Haar moeder was de dochter van een succesvol architect.
Tijdens de Eerste Wereldoorlog was zij als verpleegkundige lid van het Voluntary Aid Detachment en dientengevolge van de Secours aux Blessés, een afdeling van het Franse Rode Kruis. Voor haar moed en diensten kreeg zij van de Franse overheid in 1918 het Croix de Guerre. Ze ontving ook een onderscheiding van de Tsaristisch Russische regering.
Ze zou getrouwd zijn met de Franse graaf van Milleville, maar dit huwelijk is door de Franse autoriteiten niet erkend. Het paar ging in Frankrijk wonen. Na de Duitse invasie in Frankrijk in de Tweede Wereldoorlog nam zij deel aan de evacuatie van drie geallieerde piloten via de "Pat"-route (genoemd naar "Pat O'Leary", een alias van Albert Guérisse). Zij ontkwam aan gevangenschap en vluchtte naar Engeland, waar zij zich na een kort verblijf in 1942 zou hebben aangesloten bij de Britse militaire inlichtingendienst sectie 9 MI9. Ze keerde terug naar Frankrijk, waar ze zou hebben gehoord dat "de gravin van Milleville" door de nazi's werd gezocht en de doodstraf riskeerde.
Vervolgens zou zij een nieuwe ontsnappingsroute hebben georganiseerd onder het pseudoniem "Marie-Claire". Ze bleef in Frankrijk werken tot ze in september 1944 werd gearresteerd en naar concentratiekamp Ravensbrück gedeporteerd. In 1945 werd zij bevrijd door het Zweedse Rode Kruis. Ze werd geïdentificeerd in een Zweeds nieuwsbericht, waarin ze haar bevrijde medegevangenen de weg wijst.
Lindell was later pleitbezorger voor Britse burgers die in naziconcentratiekampen waren opgesloten.

## Onderzoek van Le Foulon
In 2015 publiceerde Marie-Laure Le Foulon, als vervolg op het werk van Corinna von List Résistantes, aangevuld met informatie van de verzetsstrijdster Anise Postel-Vinay, het gedetailleerde verslag van haar onderzoek naar Mary Lindell. Haar werk kreeg de titel Lady mensonges, Mary Lindell, fausse héroïne de la Résistance. Volgens Le Foulon, die minutieus onderzoek heeft gedaan in de Franse, Amerikaanse en Britse archieven, had Mary Lindell een pathologisch narcistische persoonlijkheid die haar mythomanie voedde. Hoewel het waar is dat zij drie Engelse vliegers geholpen heeft te ontsnappen naar Groot-Brittannië via Marseille en de Pyreneeën, hebben de historici geen andere reddingen gevonden.
Haar niet-erkende huwelijk met de graaf van Milleville die zich tijdens de oorlog controversieel verrijkte aan de nood van anderen, haar dochter die een relatie had met een Gestapo-agent en haar zoon die zich volgens Le Foulon via de collaboratiegroep bij de SS aansloot, zijn even zovele elementen die pleiten tegen haar lidmaatschap van het verzet. Deportatie naar Ravensbrück in september 1944 toen Parijs op het punt stond bevrijd te worden, was gebruikelijk voor dubbelagenten in dienst van de Duitsers. Zij onderging niet hetzelfde lot als de andere gedetineerden daar zij een van de assistentes was van SS-Obersturmführer Percy Treite, die op 8 april 1947 zelfmoord pleegde nadat hij tijdens het Ravensbrück proces ter dood was veroordeeld. Lindell getuigde tot ergernis van de Engelse rechter zodanig in zijn voordeel dat deze dreigde haar te vervolgen wegens medeplichtigheid.

## Film en televisie
- One Against the Wind (televisiefilm, 1991), van Larry Elikann en Chris Bryant, met Judy Davis, Sam Neill, Anthony Higgins (gebaseerd op de biografie Story of Mary Lindell: Wartime Secret Agent door Barry Wynne).
- Haar personage komt ook voor in de tv-serie Women of Courage van Peter Morley (filmmaker), over vier vrouwen die in opstand kwamen tegen de nazi's.[1] De andere vrouwen waren de Poolse Maria Rutkiewicz, de Noorse Sigrid Helliesen Lund en de Duitse Hiltgunt Zassenhaus.